# 安房白浜駅

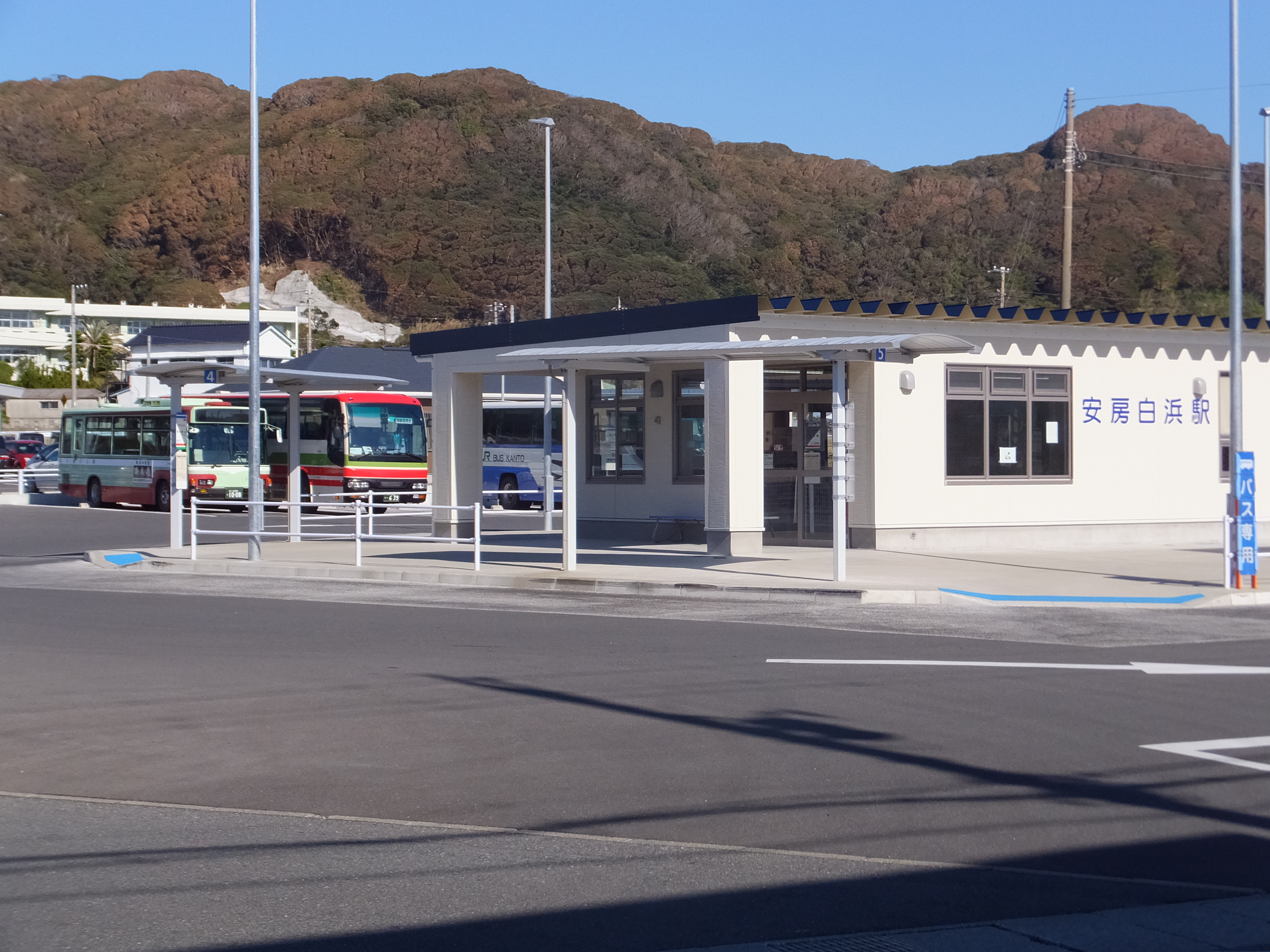
駅構内

安房白浜駅（あわしらはまえき）は千葉県南房総市白浜町白浜にあるジェイアールバス関東（JRバス関東）、日東交通の自動車駅（バスターミナル）である。

## 概要
国鉄バス時代から設置されている歴史の古い自動車駅で、JRバスに継承後もJRバス関東館山支店管内の重要な拠点となっている。紀勢本線の白浜駅（和歌山県）をはじめ、他の白浜駅と区別するため駅名に旧国名の「安房」を冠する。
房総半島の最南端にあり、野島崎灯台や白浜温泉といった観光スポットに近接する。南房総地区を路線バスで周遊する際の重要なターミナルであり、鉄道が通っていない南房総市白浜地区の実質的な公共交通網の中心となっている。
かつては同支店の安房白浜営業所として車庫機能も有していた。車両の常駐や滞泊があったが、南房州本線の減便や当駅以東のJRバス路線が館山日東バスに移管されたことに伴う合理化で縮小され、営業所は廃止された。
その後、2016年（平成28年）に入って老朽化による建替工事を実施することになり、同年10月26日よりきっぷ売り場が移転、乗降場所も同年11月1日より移転し、旧駅舎は取り壊され、2017年3月末までの予定で工事が行われていたが、当初の予定より遅れ、2017年（平成29年）6月27日より新バスターミナルの供用が開始された。
モータリゼーション（車社会）の進行や地域の過疎化に伴って、一般路線の利用者は減少しており、縮小傾向が続いているが、一方で南房総の道路交通事情は東京湾アクアラインや富津館山道路の開通に伴って劇的に改善された。当駅も白浜地区における高速バスのターミナルの役割を担うことになった。1999年（平成11年）以降は高速バス「房総なのはな号」の運行開始によって、当駅は、東京と直接結ばれるようになり、2017年11月からは「南総里見号」の乗り入れも開始され、千葉とも結ばれることになった。車庫機能はなくなったが、構内には高速バス利用者用の駐車場が整備され、白浜地区のパークアンドライドの結節点として機能するようになった。
レンタサイクルの営業は2023年8月31日をもって取り扱いを終了し、乗車券販売窓口も2023年9月25日17時をもって営業終了となった。

## 沿革
- 1933年（昭和8年）1月20日 - 安房白浜駅開業。
- 2002年（平成14年）12月 - 開業70周年を記念して、駅構内をイルミネーション装飾（2003年（平成15年）1月まで）。
- 2005年（平成17年）11月1日 - 安房白浜営業所を廃止。
- 2016年（平成28年）11月1日 - 旧駅舎での営業を終了。バス停は近隣に設けられた仮停留所へ移転。
- 2017年（平成29年）6月27日 - 新バスターミナルの供用を開始。
- 2017年（平成29年）11月18日 - 千葉駅・千葉みなと駅行きの高速バス「南総里見号」の乗入れを開始[4]。当駅にJRバスが運行に関わらない路線が乗り入れるのはこれが初となる。
- 2023年（令和5年）8月31日 - この日をもってレンタサイクルの営業を終了。
- 2023年（令和5年）9月25日 - この日をもって乗車券販売窓口の営業を終了。

旧駅舎
- 旧駅舎
- 旧駅構内
- 旧窓口

## 発着路線
1番線
- 白浜 - 千倉 - 館山線
  - 安房白浜駅 - 白間津 - 安房平磯 - 本千倉 - 千倉中学校前 - 千倉駅 - 安房地域医療センター - 館山駅（日東交通）
  - 安房白浜駅 - 白間津 - 安房平磯 - 本千倉 - ゆらり - 千倉駅 - 安房地域医療センター - 館山駅（日東交通）

2番線
降車専用
3番線
- 南房州本線　安房白浜駅 - 安房自然村 - 館山駅（JRバス関東）
一部便は館山駅から高速バス「房総なのはな号」として、東京駅まで直通運転。
- 豊房線　安房白浜駅 - 神余 - 豊房 - 館山駅（日東交通）

4番線
- 高速バス「房総なのはな号」　安房白浜駅 - 東京駅（JRバス関東・日東交通）
館山駅まで南房州本線として運行する便は、3番線から発車。

5番線
- 高速バス「南総里見号」　安房白浜駅 - 木更津羽鳥野バスストップ・蘇我駅・千葉駅・千葉みなと駅（ちばシティバス・日東交通）

## 特記事項
当駅に乗り入れている日東交通グループのバス路線は、高速バス「南総里見号」（京成グループのちばシティバスと共同運行）を除き、かつて国鉄 - JRバスが運行していた一般路線と、JRバスが運行に携わっている高速路線である。